# Gondfolket
Gondfolket (Gondi) är ett ursprungsfolk som lever i centrala Indien. Deras antal angavs år 2011 till drygt 13 miljoner, varav drygt 9 miljoner bor i delstaterna Madhya Pradesh och Chhattisghar. I Indiens system för positiv särbehandling av folkgrupper i behov av stöd är de listade som Scheduled Tribe och utgör det största av dessa "stamfolk". Deras språk gond hör till de dravidiska språken och är uppdelat i flera dialekter. Det talas numera endast av en minoritet av gonderna.
Under medeltiden etablerades gondiska kungadömen i det centralindiska området Gondwana. 1564 erövrades området av Mogulriket men behöll i praktiken en stor självständighet tills området på 1700-talet erövrades av Marathariket och under 1800-talet införlivades med brittiska Indien.